# American Heritage Girls
American Heritage Girls (AHG) es una organización escultista cristiana para niñas estadounidenses.

## Membresía
La organización tenía más de 52.000 miembros en el año 2020, y contaba con tropas y miembros en todos los 50 Estados de los Estados Unidos y en 15 otros países para niñas ciudadanas de los Estados Unidos que viven en el extranjero. Todas las niñas cristianas heterosexuales cisgénero son elegibles para ser miembros de la organización, mientras que los líderes adultos deben suscribir una declaración de fe cristiana.

## Fundación
La organización AHG fue fundada en 1995 por Patti Garibay e algunos padres y familiares preocupados, en West Chester, Ohio, para formar una alternativa cristiana distinta a la organización Girl Scouts of the USA, después de que dicha organización aceptara el lesbianismo y permitiera a sus miembros reemplazar la palabra "Dios" al hacer la promesa scout.

## Relación con otras organizaciones
En junio de 2009, la organización AHG formó una asociación con los Boy Scouts de América (BSA), el acuerdo de apoyo mutuo reconocía los valores comunes y objetivos de ambas organizaciones, y establecía formalmente una relación, AHG había estado trabajando con BSA en varios proyectos y había usado los campamentos de BSA. En mayo de 2013, AHG disolvió su relación con BSA en reacción a la nueva política de BSA sobre los jóvenes homosexuales, ya que dicha organización eliminó la restricción previa que denegaba la membresía a los jóvenes en función de su orientación sexual, también ese mismo mes, AHG se unió a una coalición de chicos basados en la fe para ofrecer a las familias una alternativa heterosexual y cristiana, diferente al programa de los chicos exploradores.

## Reunión de líderes
Una reunión de líderes fue celebrada en Louisville, Kentucky el 29 de junio de 2013, para tratar sobre la formación de un nuevo grupo de chicos, la cofundadora de AHG, Patti Garibay, fue invitada para asistir como consejera, posteriormente se informó que AHG cooperaría con la organización escultista Trail Life USA, un grupo de chicos exploradores heterosexuales cisgénero cristianos.